# Tendre
El monte Tendre (en francés, Mont Tendre) es la cumbre más alta del Jura suizo, en el cantón de Vaud, que culmina a 1.678,8 m s. n. m. Su cima está sobre el territorio de la comuna de Montricher. Desde su cima se puede admirar a la vez los lagos Léman y Joux. Sobre sus laderas, se encuentra lapiaz y numerosas dolinas dentro del calizo kárstico del Jura.

## Galería

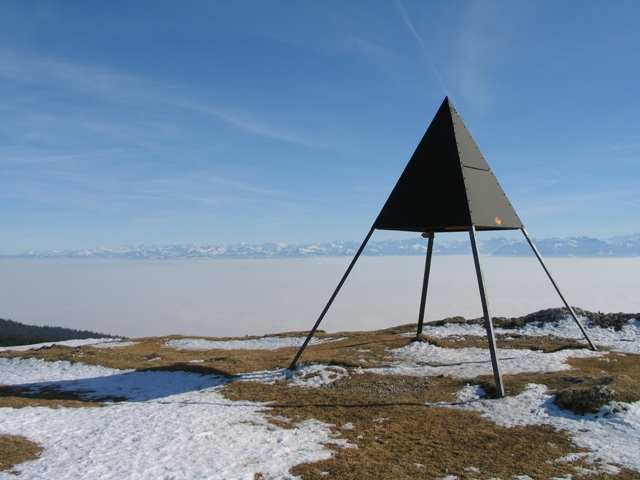
El monte Tendre, dirección este
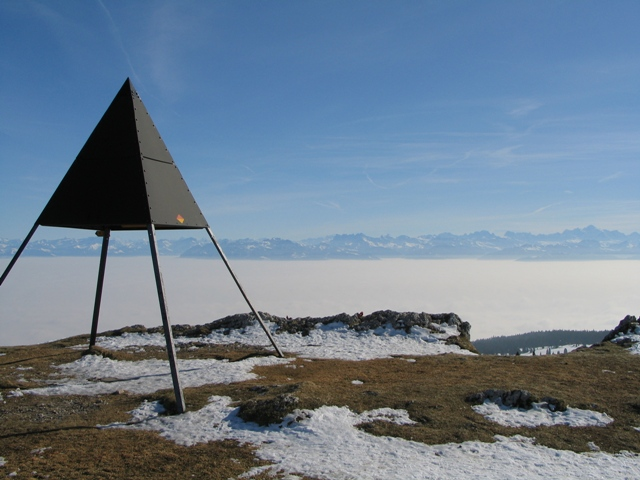
El monte Tendre, dirección este
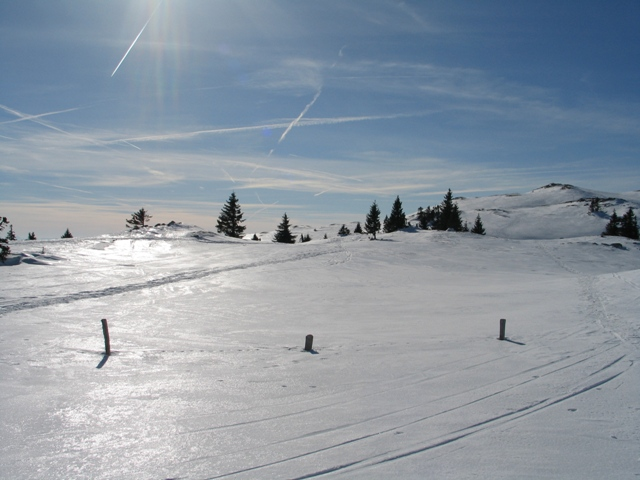
dirección suroeste
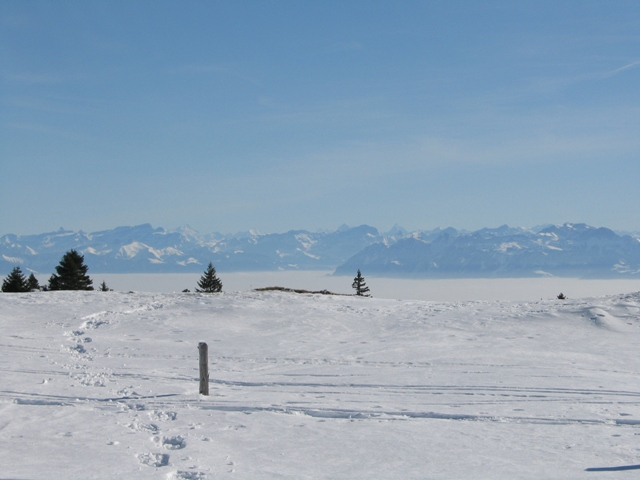
dirección sureste
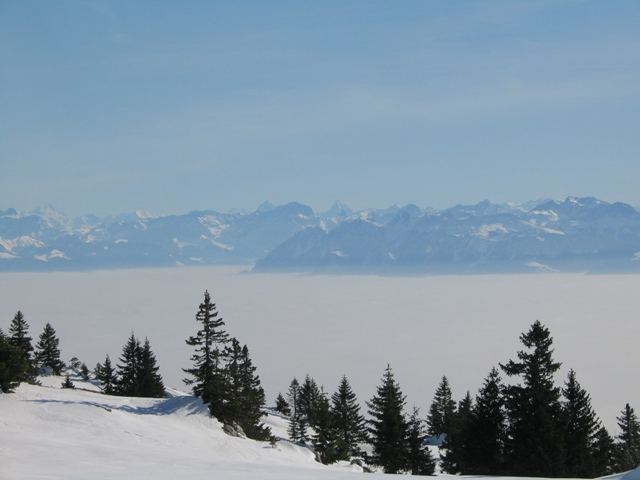
dirección sureste
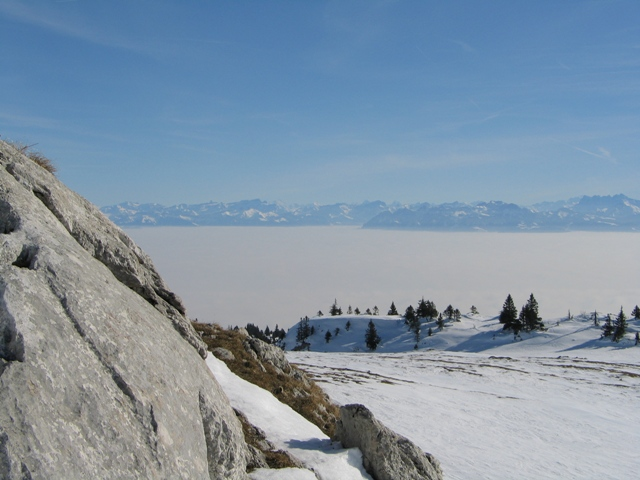
dirección sureste
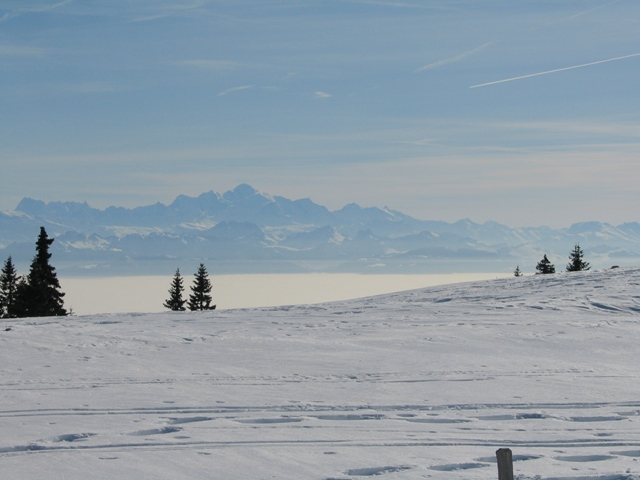
a lo lejos, el Mont Blanc
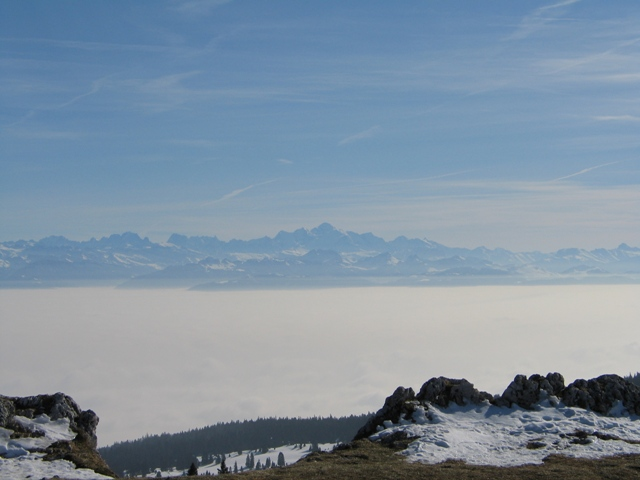
a la derecha delante, el Mont Blanc
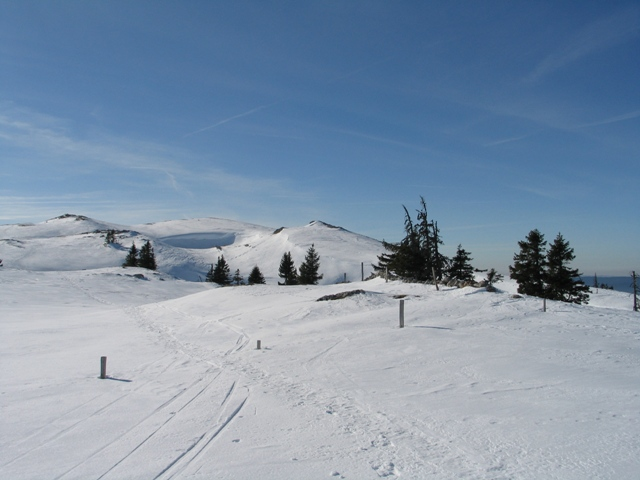
dirección oeste
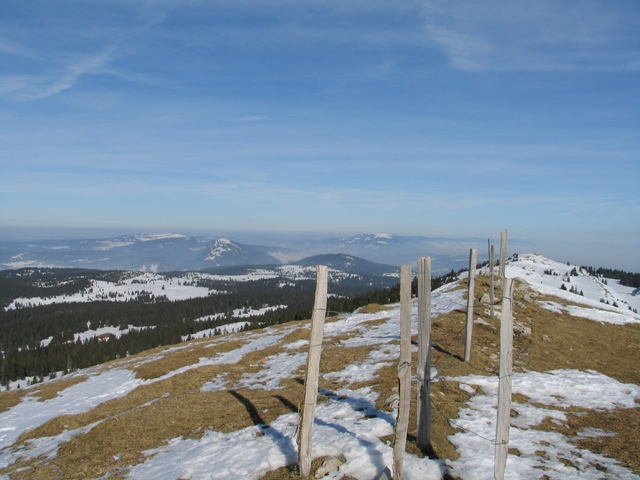
dirección norte
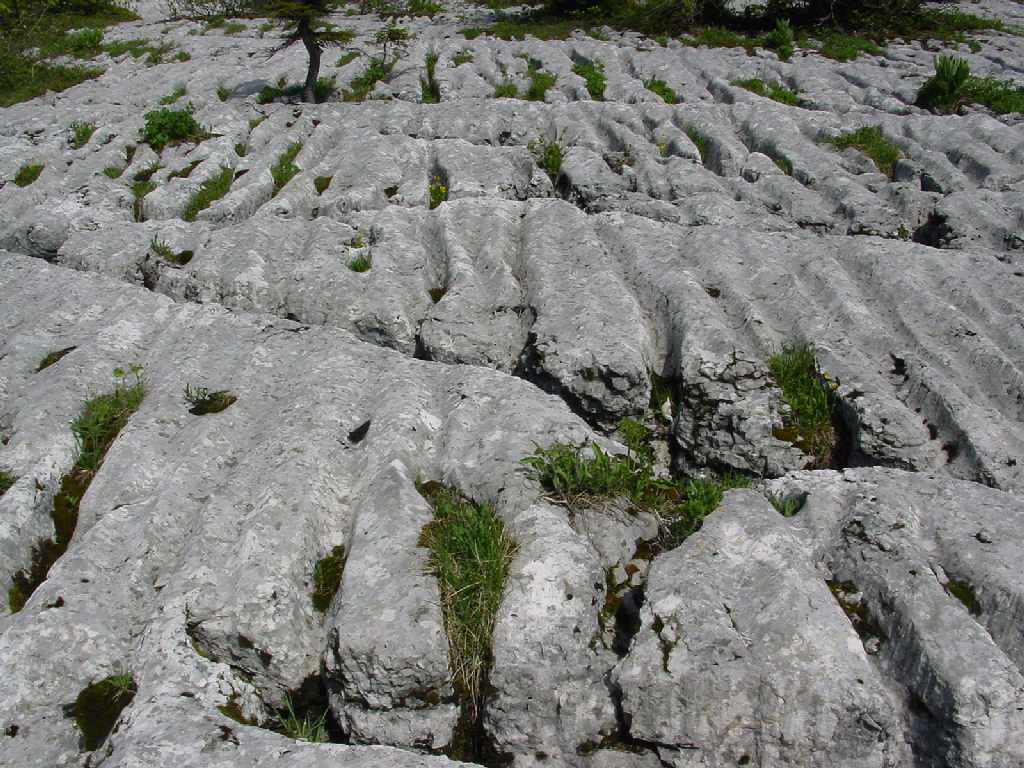
Lapiaz del monte Tendre (cliché N.°3 del 7 de junio de 2005)
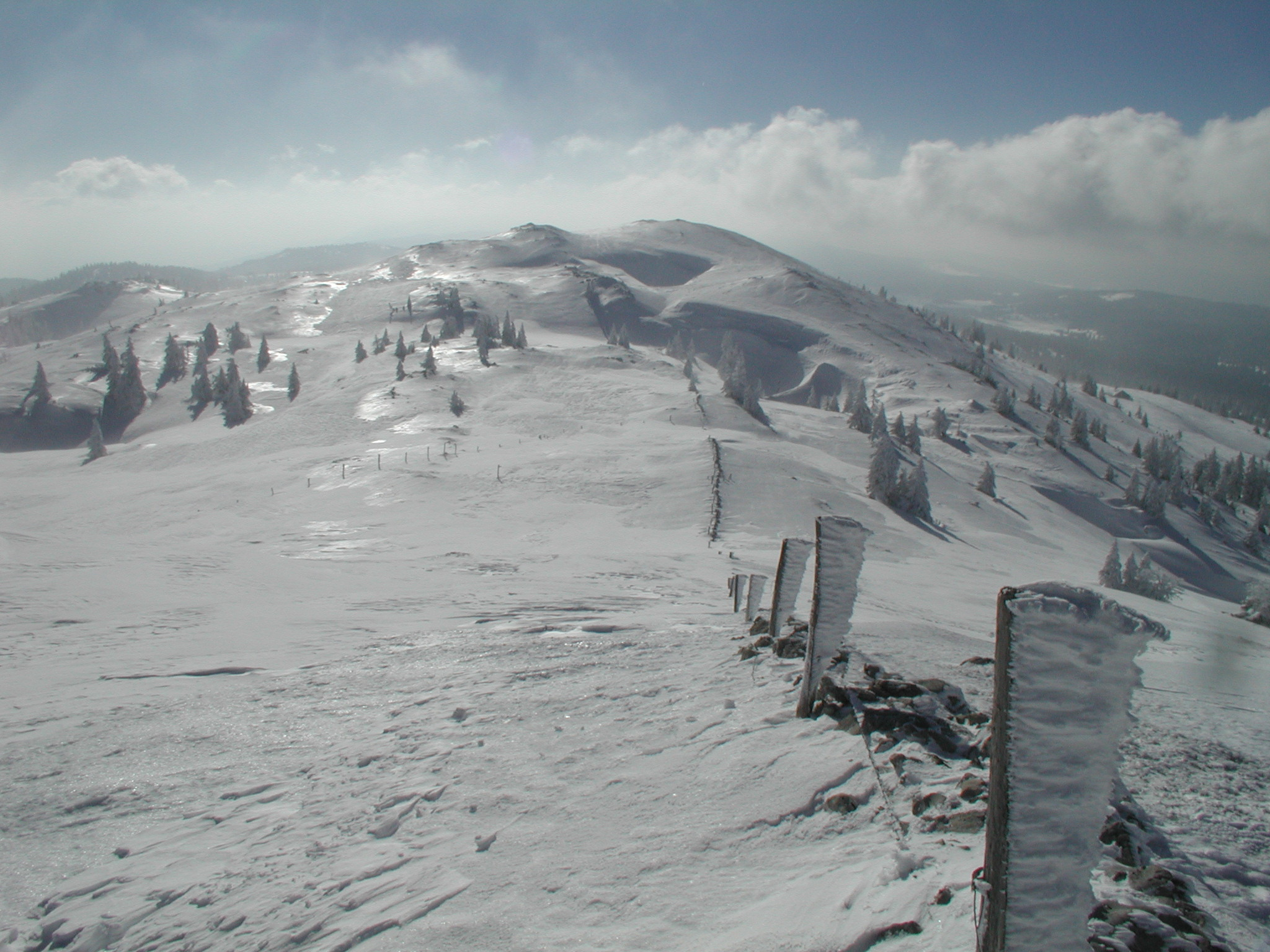
Vista de la cumbre en dirección suroeste